# 巴拿利帕拉烏帕齊拉
巴拿里帕拉乌帕齐拉是孟加拉国巴里薩爾縣的一个乌帕齐拉，位於巴里薩爾專區的巴里薩爾縣。。

## 人口
據1991年孟加拉國人口普查，巴拿里帕拉共有戶數26,697戶，人口143,825人。其中男性佔比50.66%，女性佔比49.34%；成年人口70,724人。該地7歲以上人口之平均識字率為46.1%。